# بنة دراز موشمي (زيلايي)
بنة دراز موشمي (بالفارسية: بنه درازموشمی) هي قرية تقع في إيران في قسم زیلایی الريفي. يقدر عدد سكانها بـ 140 نسمة بحسب إحصاء 2016.